# Bahnhof Berlin-Lichterfelde Ost
Der Bahnhof Berlin-Lichterfelde Ost ist ein Bahnhof im Berliner Ortsteil Lichterfelde und befindet sich im östlichen Bereich des Bezirks Steglitz-Zehlendorf. Betrieblich besteht er heute aus einem von Regionalzügen bedienten Haltepunkt an der Strecke Berlin–Halle („Anhalter Bahn“) sowie einem Bahnhof an der parallel verlaufenden Anhalter Vorortbahn, der von den Zügen der S-Bahn Berlin angefahren wird.

## Geschichte

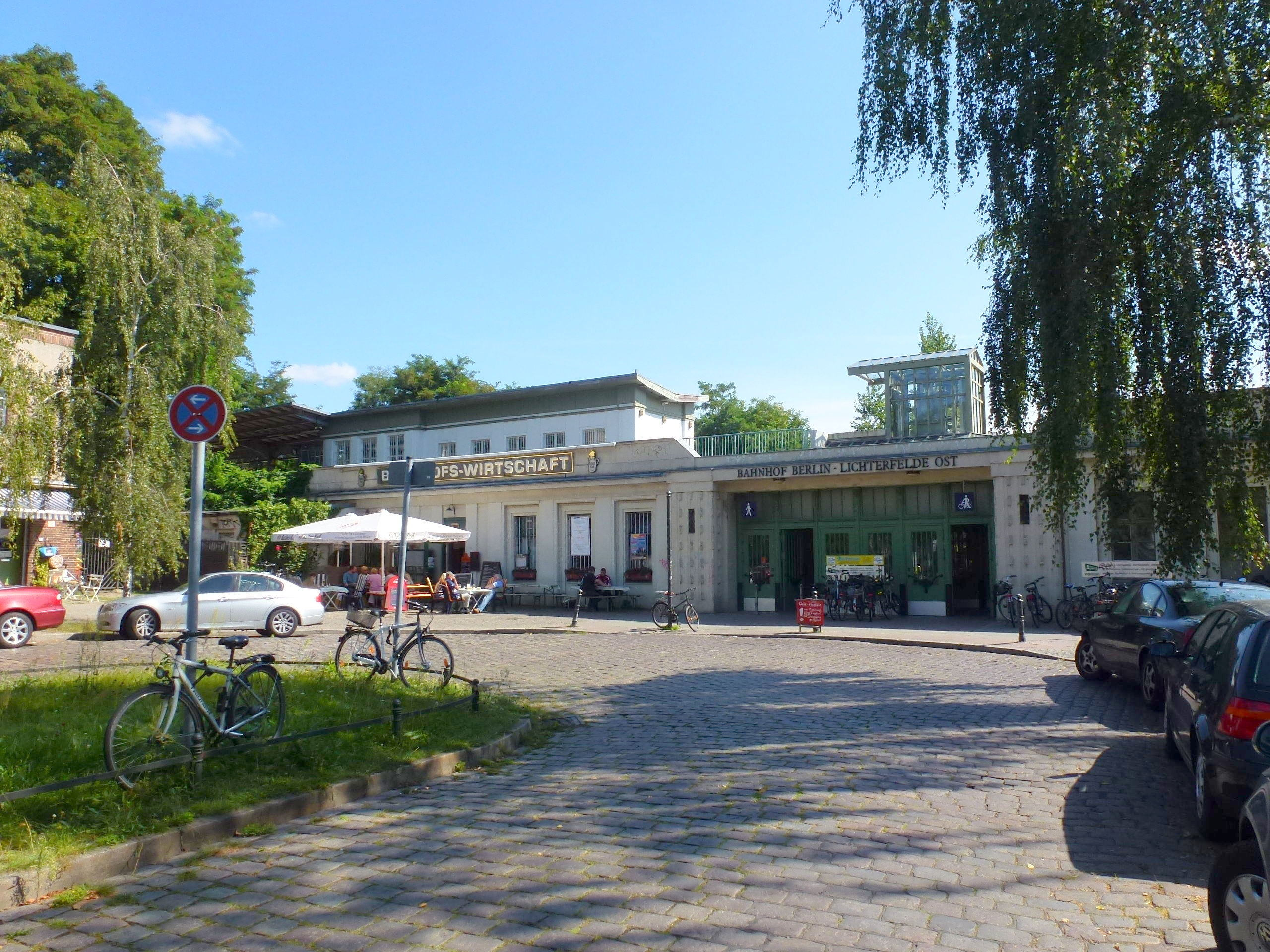
Nordwestportal am Jungfernstieg, 2012

Elektrischer Triebwagen nach Groß-Lichterfelde Ost ab 1903

Der erste Lichterfelder Bahnhof wurde am 20. September 1868 an der Bahnstrecke Berlin–Halle (Saale) unter dem Namen Lichterfelde als Haltepunkt für Fernzüge eröffnet und von dem Unternehmer und Stadtentwickler J. A. W. von Carstenn finanziert. Die Gleise der Anhalter Bahn lagen damals noch auf Geländeniveau und der Bahnhof hatte nur einen Bahnsteig. Ab 1876 hielten dort auch Vorortzüge. 1881 erbaute Siemens & Halske als erste elektrisch betriebene Straßenbahn der Welt die Straßenbahn Lichterfelde–Kadettenanstalt, deren Endpunkt vor dem Bahnhof lag. Am 15. Juli 1884 wurde die Station in Groß-Lichterfelde umbenannt, nachdem Lichterfelde, Giesensdorf und ihre Güter eine Gemeinde gebildet hatten. Wegen ihrer Lage an der Anhalter Bahn von Berlin nach Halle (Saale) wurde sie bereits zwei Jahre später in Groß-Lichterfelde B. H. umbenannt, um Verwechselungen mit dem Bahnhof Groß-Lichterfelde B. M. an der Bahnstrecke Berlin–Magdeburg zu verhindern, der heute als Bahnhof Lichterfelde West die Wannseebahn bedient.
Schließlich änderte man nochmals am 1. Januar 1899 den Namen auf Groß-Lichterfelde Ost und eröffnete zeitgleich einen zweiten Bahnsteig, der ausschließlich dem Fernverkehr diente. 1901 gingen die separaten Vorortgleise zum Potsdamer Ring- und Vorortbahnhof in Betrieb. Im Juli 1903 begann der elektrische Versuchsbetrieb zwischen dem Potsdamer Ringbahnhof und Groß-Lichterfelde Ost mit vierachsigen elektrischen Triebwagen und von oben bestrichener Stromschiene und 550 Volt Gleichspannung. Weil sich die Betriebsform bewährte, wurde sie als Regelbetrieb beibehalten. 1929 wurde der Betrieb auf das System der späteren Berliner S-Bahn umgestellt.

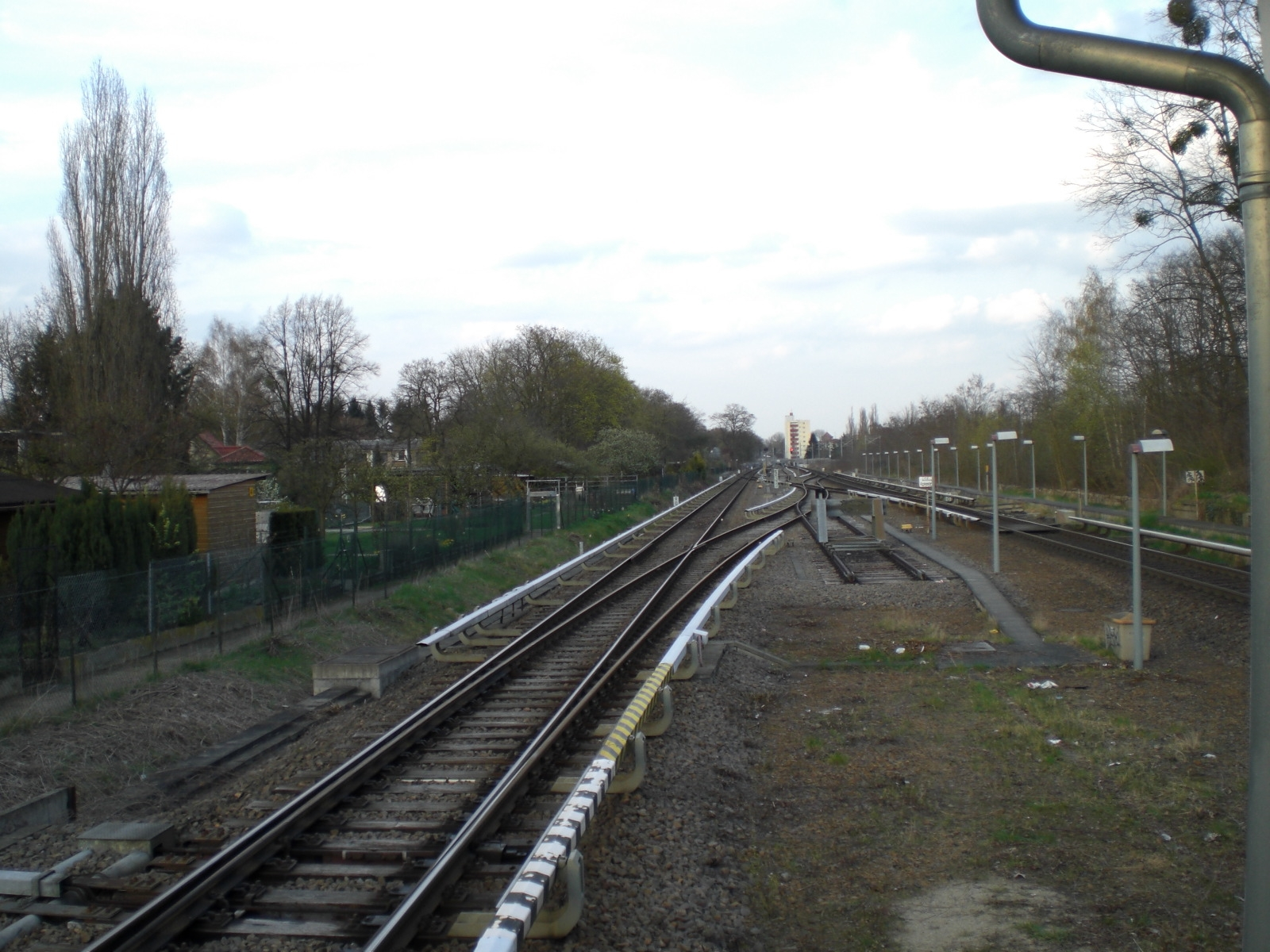
Kehranlage nördlich des S-Bahnsteigs, 2008

Zwischen 1913 und 1916 wurde der Bahnhof hochgelegt und auf drei Bahnsteige mit sechs Bahnsteiggleisen ausgebaut. Darüber hinaus gab es noch fünf Gütergleise. Neben dem heute noch erhaltenen Mittelbahnsteig für die S-Bahn, lag der Mittelbahnsteig für den Nahverkehr, daneben der Mittelbahnsteig für den Halt von Fernverkehrszügen. Der Neubau nach den Plänen von Karl Cornelius unter Mitarbeit von Alfred Lücking erhielt ein mit Pilastern gegliedertes Empfangsgebäude an der Nordwestseite mit einem mit Uhrgiebel geschmückten Eingang, der nach dem Zweiten Weltkrieg vereinfacht ohne Steildächer wieder aufgebaut wurde. An seiner Fortführung gibt es einen Fußgängertunnel, der durch Oberlichter beleuchtet ist. Ebenfalls an der Südostseite endet er mit einem repräsentativen neoklassizistischen Portal, das mit einem Tympanon versehen ist und von zwei kannelierten Pilastern flankiert wird. Auf den Bahnsteigen gab es hölzerne, einstielige, nach innen geneigte Dächer auf einer Stahlunterkonstruktion, die nur auf dem S-Bahnsteig bis heute erhalten sind. Westlich vom Bahnhof wurden eine Straßenunterführung zwischen der Königsberger Straße und dem Oberhofer Weg erstellt sowie ein prägnanter, viergeschossiger, mit Klinkern verkleideter Stellwerksturm aus Stahlbeton gebaut. Der Bahnhof mit Fußgängerunterführung und das Stellwerk stehen unter Denkmalschutz.
Nach der Eingemeindung von Groß-Lichterfelde nach Berlin durch das Groß-Berlin-Gesetz von 1920 erhielt der Bahnhof im Jahr 1925 den Namen Lichterfelde Ost, seit 1936 trägt er seinen heutigen Namen Berlin-Lichterfelde Ost.
Mit der Stilllegung des Anhalter Bahnhofs 1952 gingen auch die Fernbahnsteige in Lichterfelde Ost außer Betrieb und der Bahnhof wurde nur noch von der S-Bahn bedient, die von der Deutschen Reichsbahn betrieben wurde. Auch nach dem Reichsbahnerstreik 1980 bestand noch die Linie nach Lichterfelde Süd. Erst nach der Übernahme des West-Berliner S-Bahn-Betriebs durch die BVG wurde der Betrieb 1984 eingestellt. In den späten 1980er Jahren plante man eine bis heute nicht verwirklichte Verlängerung der U-Bahn-Linie U9 über Lankwitz nach Lichterfelde Süd. Die Strecke sollte in Lankwitz in die ungenutzten Vorortgleise eingebunden werden.
Nach der deutschen Wiedervereinigung wurden die S-Bahn-Strecke mit einigen eingleisigen Abschnitten wieder aufgebaut und zunächst zwischen Priesterweg und Lichterfelde Ost am 28. Mai 1995 wiedereröffnet und später nach Lichterfelde Süd und Teltow Stadt verlängert. Für die S-Bahn steht am Bahnhof Lichterfelde Ost der alte sanierte Mittelbahnsteig zur Verfügung.
Die Wiedereröffnung der Fernbahnstrecke erfolgte zusammen mit der Nord-Süd-Fernbahn zum Fahrplanwechsel am 28. Mai 2006. Dabei wurde keiner der beiden ehemaligen Mittelbahnsteige für den Nah- und Fernverkehr rekonstruiert, sondern neue Seitenbahnsteige an den zwei neu errichteten Durchgangsgleisen gebaut sowie ein neuer Aufgang für Reisende in Richtung Innenstadt errichtet. Reisende nach Süden werden dagegen über den Aufgang des ehemaligen Mittelbahnsteigs für Fernzüge geführt, zum nach Südosten versetzten neuen Seitenbahnsteig. Verschlossen ist bis heute der Aufgang zum ehemaligen Nahverkehrsbahnsteig.
Im Rahmen des Deutschlandtaktes ist zur Kapazitätssteigerung der durchgängige viergleisige Ausbau der Fern- und Regionalverkehrsstrecke zwischen Berlin Südkreuz und Ludwigsfelde geplant. In diesem Zusammenhang müsste auch der Bahnhof Lichterfelde Ost erneut umgebaut werden. Die Fernbahngleise sollen in Mittellage gelegt werden, flankiert von den beiden Nahverkehrsgleisen mit Bahnsteigen. Der westliche Seitenbahnsteig müsste dafür abgerissen werden und das Nahverkehrsgleis würde wieder an die alte Mittelbahnsteigkante herangeführt. Im Infrastrukturprojekt i2030 der Länder Berlin und Brandenburg ist diese Ausbauplanung bislang nicht enthalten.

## Anlagen
Der Bahnhof hat drei Bahnsteige: einen Inselbahnsteig der S-Bahn im Nordwesten und zwei nicht überdachte Seitenbahnsteige des Regionalverkehrs an der südöstlichen Seite. Es gibt eine Kehranlage für die S-Bahn, die zum Abstellen von Zügen benutzt wird. Beim Regionalbahnhof handelt es sich im betrieblichen Sinn um einen Haltepunkt.
Das ehemalige Stellwerk wurde bis 2017 als Restaurant genutzt. Eine weitere Gaststätte befindet sich im nordwestlichen Zugangsgebäude. Das Bahnhofsgebäude und die Fußgängerunterführung stehen unter Denkmalschutz.
Im Herbst 2007 wurde der östliche Bahnhofsvorplatz an der Lankwitzer Straße umgestaltet, da für das neue Einkaufszentrum LIO (früheres Bahnhofskürzel im Betriebsstellenverzeichnis der Deutschen Reichsbahn) eine Zufahrt zur Parkpalette benötigt wurde. Diese Zufahrt, die den Fußgängerverkehr stark störte, wurde nach nur wenigen Jahren zurückgebaut. Ein Teil der Flächen wird heute für Radabstellanlagen genutzt.

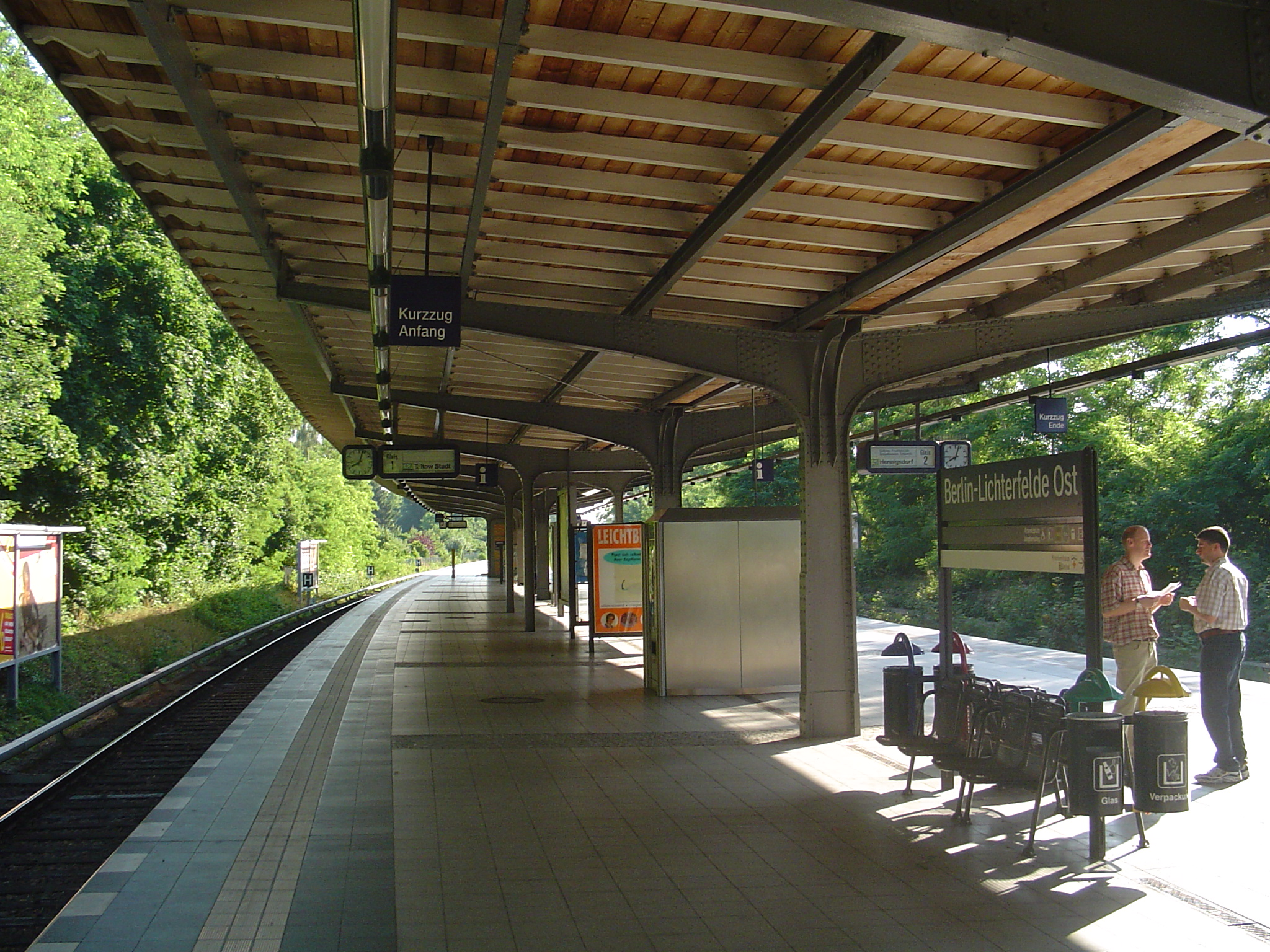
S-Bahnsteig (westlich), 2006
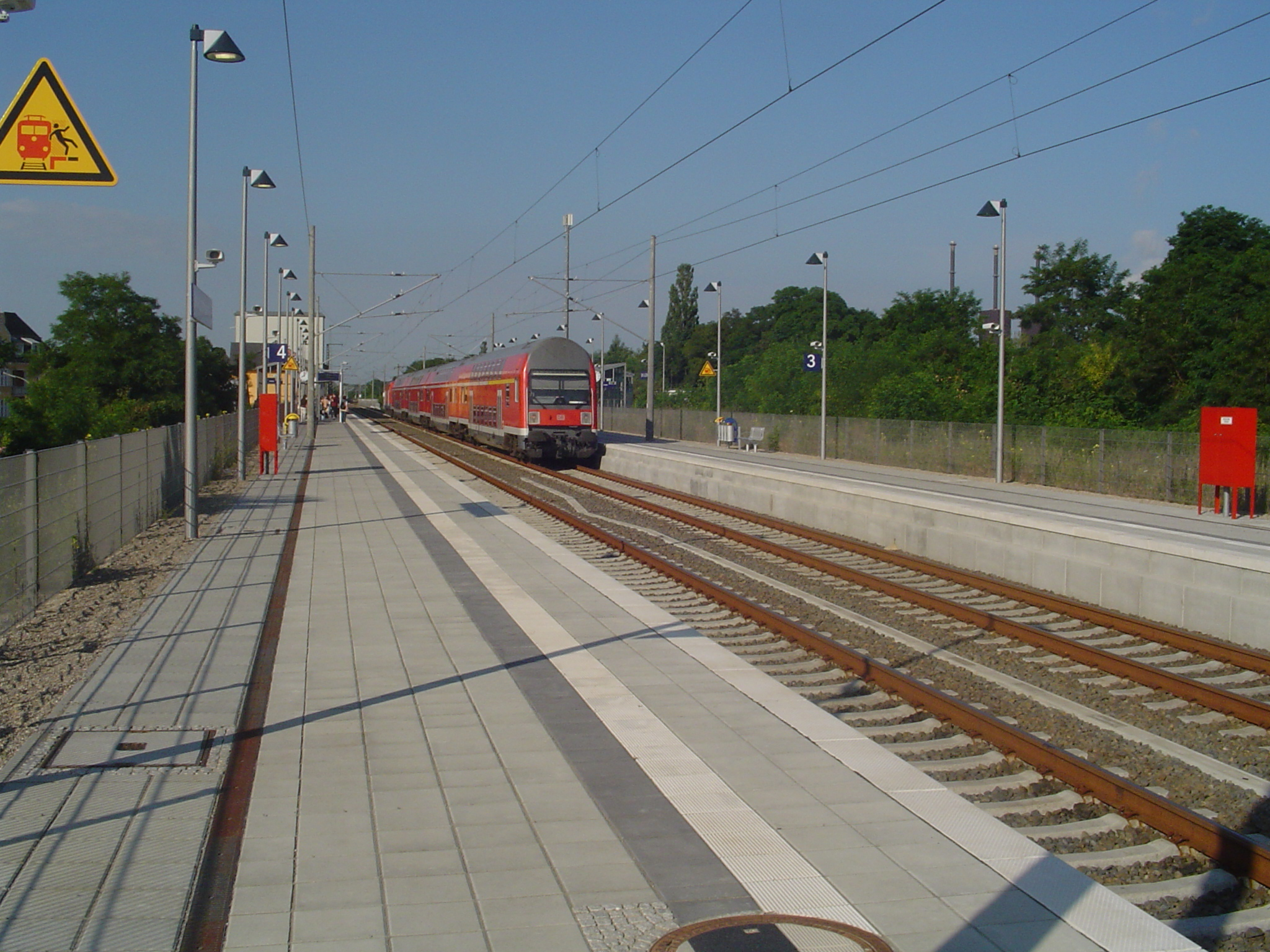
Regionalbahnsteig (östlich), 2006
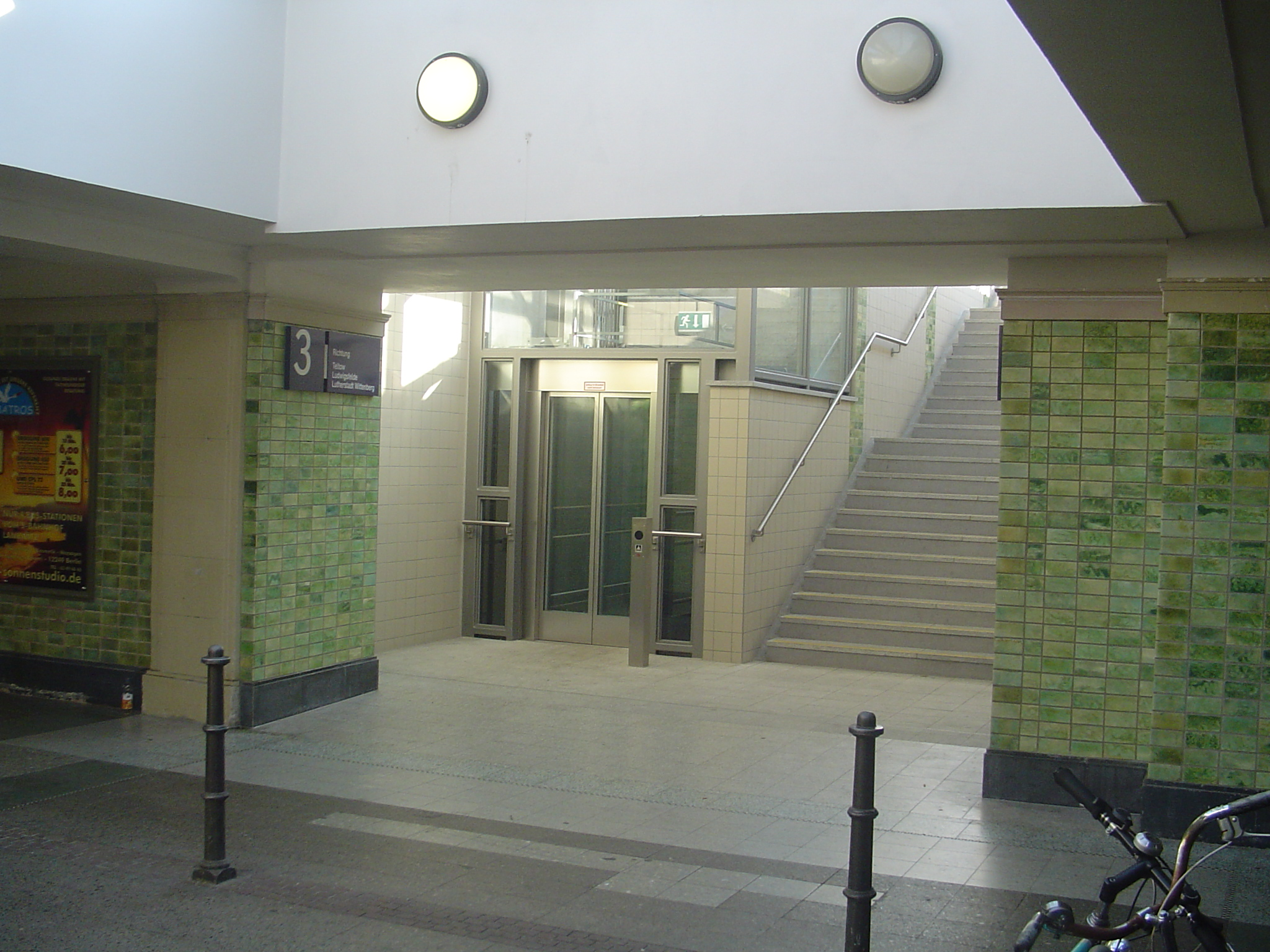
Aufgang zum 2006 neu gebauten Regionalbahnsteig, 2006
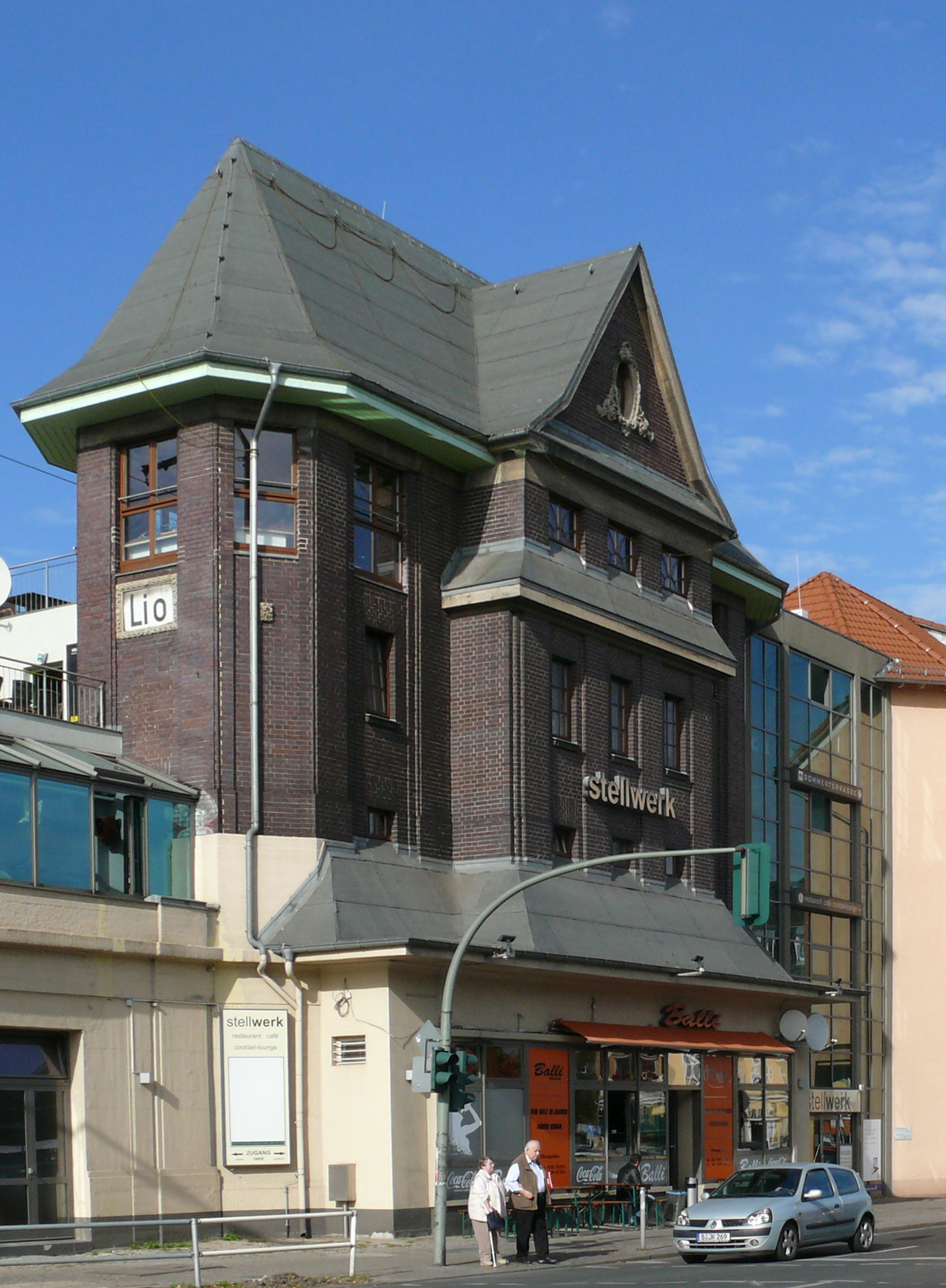
Stellwerksgebäude Lio, 2012
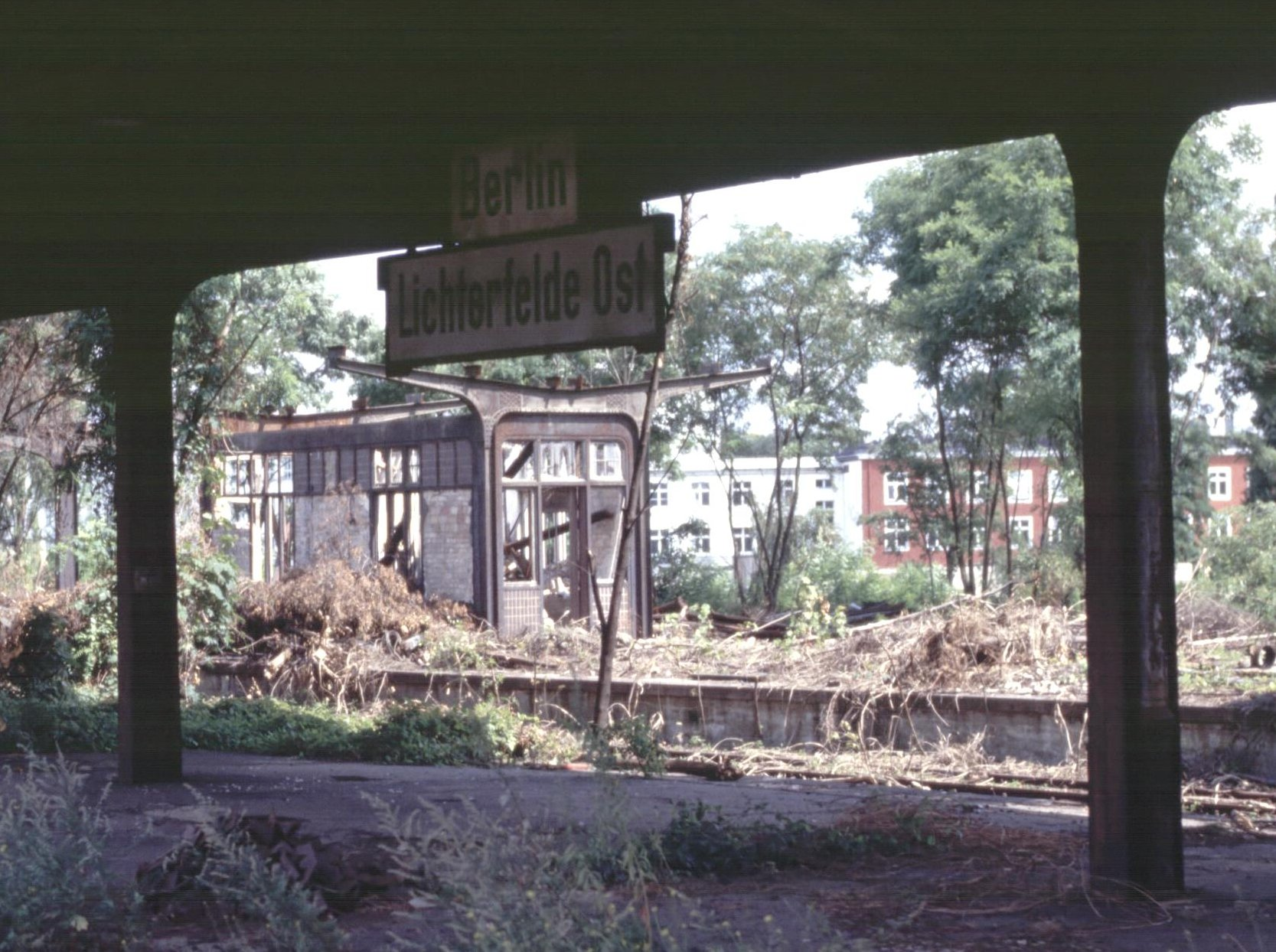
Ehemalige Fernbahnsteige, 1979

## Verkehrsanbindung
Der Bahnhof wird von den S-Bahn-Linien S25 und S26 bedient. Im Regionalverkehr halten drei Regional-Express-Linien pro Stunde und Richtung.
Am Kranoldplatz vor dem Bahnhof halten mehrere Buslinien:
- 184 (S Südkreuz – Teltow/Warthestraße)
- 284 (S+U Rathaus Steglitz – S Lichterfelde Süd)
- X11 (Expressbus; S Schöneweide – U Krumme Lanke)
- M11 (Metrobus; S Schöneweide – U Dahlem-Dorf)
- N84 (Nachtbus; Zehlendorf Eiche – S+U Tempelhof)

| Linie                      | Linienverlauf | Takt (min)                                                      | EVU              |
| -------------------------- | --- | --------------------------------------------------------------- | ---------------- |
| RE 3                       | Lutherstadt Wittenberg – Jüterbog – Ludwigsfelde – Berlin-Lichterfelde Ost – Südkreuz – Berlin Hbf – Berlin Gesundbrunnen – Eberswalde Hbf – Angermünde – Schwedt (Oder) / Prenzlau – Greifswald – Stralsund Hbf | 60                                                              | DB Regio Nordost |
| RE 4                       | Falkenberg (Elster) – Jüterbog – Ludwigsfelde – Berlin-Lichterfelde Ost – Berlin Südkreuz – Berlin Hbf – Berlin-Spandau – Dallgow-Döberitz – Wustermark – Rathenow – Stendal Hbf | 60 Jüterbog–Rathenow 120 Falkenberg–Jüterbog / Rathenow–Stendal | DB Regio Nordost |
| RE 8                       | Elsterwerda – Doberlug-Kirchhain / Finsterwalde – Baruth (Mark) – Wünsdorf-Waldstadt – Berlin-Lichterfelde Ost – Berlin Südkreuz – Berlin Hbf | 60                                                              | ODEG             |
|                            | Hennigsdorf – Heiligensee – Schulzendorf – Tegel – Eichborndamm – Karl-Bonhoeffer-Nervenklinik – Alt-Reinickendorf – Schönholz – Wollankstraße – Bornholmer Straße – Gesundbrunnen – Humboldthain – Nordbahnhof – Oranienburger Straße – Friedrichstraße – Brandenburger Tor – Potsdamer Platz – Anhalter Bahnhof – Yorckstraße – Südkreuz – Priesterweg – Südende – Lankwitz – Lichterfelde Ost – Osdorfer Straße – Lichterfelde Süd – Teltow Stadt | 20                                                              | S-Bahn Berlin    |
|                            | Blankenburg – Pankow-Heinersdorf – Pankow – Bornholmer Straße – Gesundbrunnen – Humboldthain – Nordbahnhof – Oranienburger Straße – Friedrichstraße – Brandenburger Tor – Potsdamer Platz – Anhalter Bahnhof – Yorckstraße – Südkreuz – Priesterweg – Südende – Lankwitz – Lichterfelde Ost – Osdorfer Straße – Lichterfelde Süd – Teltow Stadt | 20                                                              | S-Bahn Berlin    |
| Stand: Stand: 9. Juni 2024 | |                                                                 |                  |